# María Fernanda Ríos
María Fernanda Ríos Villalta (Guayaquil, 20 de febrero de 1982) es una actriz, cantante, modelo y diseñadora ecuatoriana. Es conocida por su paso en los grupos de tecnocumbia Leche y chocolate, y Kandela & Son; también por su faceta de actriz en producciones como El Combo Amarillo o Los hijos de Don Juan, y por haber sido jueza de Ecuador Tiene Talento. En el año 2018 interpretó a Sharon en la telenovela biográfica Sharon la Hechicera.

## Carrera artística

### Inicios y música
Estudió ballet y fue parte de la academia Danzas Jazz.
Se inició en el mundo artístico como cantante y bailarina de grupos de tecnocumbia como Leche y Chocolate (creado por Sharon la Hechicera), Las Musas y Kandela y Son, este último con mayor notoriedad en su carrera, el cual lo integró junto a Jasú Montero, Jordana Doylet, Malena Fernández-Madrid, Carla Ramírez y Diana Guerrero. Con el grupo se mantuvo un año en el programa A todo dar, luego de retirarse del espacio decidió salir del grupo.

### Televisión
Luego de retirarse del mundo de la música, intentó suerte en la televisión, en el programa juvenil El Callejón, de RTU. Poco después llegó a Gama TV como presentadora del programa de farándula Rojo Rosa.
Formó parte de la telenovela de TC Televisión, Jocelito, protagonizada por Fernando Villarroel, y donde ella tuvo el papel de Mariana, junto a Roberto Manrique, quien interpretó el papel de su novio.
Nuevamente en Gama TV, fue parte de Infiltrados, Buenos Muchachos y Bailando por un sueño, en este último obtuvo el segundo puesto al final de la competencia.
También ha sido parte de Teleamazonas, en dramatizados como Historias Personales, Súper Espías, Vivos HD y La Pareja Feliz con el personaje de Colorina.
Finalmente llegó a Ecuavisa en 2010, con el personaje de Selva Monina en la telenovela La taxista, protagonizada por Claudia Camposano. Luego del éxito de la telenovela, Ecuavisa realizó El Combo Amarillo, un spin-off de la novela, a manera de serie cómica, en la cual se conservaron, además de su papel, a varios de los personajes además de integrar otros nuevos, con el cual se mantuvo hasta el final de la serie en 2016. También fue jueza de Ecuador Tiene Talento durante la segunda, tercera y cuarta temporada.
Fue nominada a los premios ITV en la categoría "Mejor Actriz de Comedia" los años 2013, 2014 y 2015.
Interpretó a Juana Francisca Silva, en la serie de comedia Los hijos de Don Juan, por la cadena TC Televisión.
Entre 2018 y 2019 protagonizó la telenovela Sharon la Hechicera de Ecuavisa, interpretando a la fallecida cantante Sharon en su etapa adulta hasta su muerte. En la vida real, Ríos fue muy cercana a Sharon, pues sus inicios fueron en el grupo Leche y Chocolate, llegando a considerar que "aprendió mucho de ella en el tiempo en el que fue su jefa".
En 2021 participó como jurado en la quinta temporada de Soy el mejor.

### Diseño de Modas
Debutó como diseñadora de modas en el Fashion Week de Salinas de 2014.

## Controversias

### Como jurado de Ecuador Tiene Talento
Durante su participación como jurado en la cuarta temporada de Ecuador tiene talento, realizó comentarios hacia una concursante menor de edad que declaró no creer en Dios. Las críticas que surgieron desde distintas asociaciones ateas ecuatorianas e internacionales tuvieron amplia repercusión en la prensa internacional. Tras los comentarios que los seguidores del suceso realizaron a la jueza vía redes sociales, ella respondió directamente, lo que fue considerado como una actitud inapropiada por la producción del programa, por lo que se decidió separarla del jurado, dejando a sus tres compañeros Wendy Vera, Paola Farías y Fernando Villarroel, en medio de las semifinales de la cuarta temporada del programa.

## Vida personal
Cursó tres años de la carrera de medicina en la Universidad Católica de Guayaquil, la cual dejó para dedicarse al medio artístico.
Mantuvo una relación sentimental con Jonathan Estrada Becerra, su compañero de trabajo en El Combo Amarillo, de Ecuavisa, y después con el actor cómico David Reinoso.
En julio de 2019, a través de su cuenta oficial de Instagram anunció que, contrajo nupcias con el modelo colombiano Miguel Ángel Álvarez. Sin embargo, aproximadamente cuatro meses después anuncia su separación. En diciembre de 2020, confirmó mediante sus redes sociales que se legalizó su divorcio.

## Filmografía

### Series y telenovelas
| Año       | Título                | Personaje                                              |
| --------- | --------------------- | ------------------------------------------------------ |
| 2018-2019 | Sharon la Hechicera   | Edith Bermeo Cisneros de Andrade "Sharon la Hechicera" |
| 2016      | Los hijos de Don Juan | Juana Francisca Silva                                  |
| 2012-2016 | El combo Amarillo     | Selva Monina                                           |
| 2010-2011 | La taxista            | Selva Monina                                           |
| 2009      | La pareja feliz       | Colorina                                               |
| 2009      | Vivos HD              | Varios personajes                                      |
| 2006      | Super espías          | Reparto                                                |
| 2005      | Historias personales  | Varios personajes                                      |
| 2004      | Jocelito              | Mariana                                                |

### Programas
| Año       | Programa              | Rol                          |
| --------- | --------------------- | ---------------------------- |
| 2021      | Soy el mejor          | Jurado                       |
| 2020      | En contacto           | Presentadora temporal        |
| 2013-2015 | Ecuador tiene talento | Jurado                       |
| 2011      | Escuela de Famosos    | Copresentadora               |
| 2007      | Bailando por un sueño | Participante (Semifinalista) |
| 2006      | Buenos Muchachos      | Presentadora                 |
| 2005      | Infiltrados           | Presentadora                 |
| 2005      | Rosa Roja             | Presentadora                 |
| 2005      | El Callejón           | Debutó en la Televisión      |